# Предсједник суда
Предсједник суда је вршилац послова судске управе и одговоран је за руковођење цјелокупним судом.
Он представља суд пред другим органима и организацијама и руководи радом одјељења ван сједишта суда. Бира се из реда судија, а мора имати доказане руководне и организационе способности за рад у правосуђу. Може имати једног или више замјеника.
Предсједник суда се налази и на челу опште сједнице суда, коју чине све судије. Он поставља предсједнике одјељења унутар суда и може учествовати у раду одјељења. Задужен је и за запошљавање судијских помоћника, стручних сарадника и осталог особља суда.
У неким земљама англосаксонског права, одговарајућа функција предсједнику суда је главни судија (енгл. Chief Justice).